# Stenotorymus linearis
Stenotorymus linearis is een vliesvleugelig insect uit de familie Torymidae. De wetenschappelijke naam is voor het eerst geldig gepubliceerd in 1938 door Masi.